# 리샤오루 (배우)
리샤오루(중국어: 李小璐, 병음: Lǐ Xiǎolù, 한자음: 이소로, 1982년 9월 30일~)는 중화인민공화국의 배우, 가수이다. 1998년 영화 《천욕》으로 16세의 나이로 금마장 여우주연상을 받았으며, 역대 최연소 수상 기록이다.

## 출연 작품

### 텔레비전 드라마
- 2013년 《아문적소년시대》- 안미 역

### 영화
- 2013년 《시광연인》 - 팡린 역

## 수상
- 금마장 여우주연상(1998년)